# Lineární algebra
Lineární algebra je odvětví matematiky, které se zabývá vektory, vektorovými prostory, soustavami lineárních rovnic a lineárními transformacemi. Jelikož vektorové prostory jsou důležitou součástí moderní matematiky, je lineární algebra důležitou součástí jak abstraktní algebry, tak funkcionální analýzy. Aplikovaná lineární algebra se využívá například v přírodních vědách nebo sociálních vědách.

## Historie
Moderní lineární algebra vznikla v letech 1843 a 1844. V roce 1843 vymyslel William Rowan Hamilton kvaterniony. V roce 1844 Hermann Grassmann publikoval svou knihu Die lineale Ausdehnungslehre. V roce 1857 pak Arthur Cayley publikoval svou ideu matic (velikosti 2×2).

## Základní úvod
Lineární algebra má svoje počátky ve studiu vektorů v kartézském dvourozměrném a trojrozměrném prostoru. Obecně jsou ale vektory jakékoliv objekty, které lze dobře sčítat a násobit číslem (viz vektorový prostor).
Vektor je tedy např. směrovaná úsečka a je charakterizovaný jak svojí velikostí, která je dána délkou úsečky, tak svým směrem. Takovéto vektory slouží dobře ve fyzice jako reprezentace tzv. vektorových veličin (rychlost, síla, intenzita magnetického pole, ...). Vektorem ale může být také polynom, funkce nebo posloupnost. Z těchto vektorů můžeme navíc vybrat takové s nějakou vlastností, která se zachovává sčítáním i násobením číslem (u funkcí spojitost nebo diferencovatelnost, u polynomů nejvyšší stupeň, u posloupností omezenost ...).
Takto uzavřenou množinu nazýváme vektorový prostor. Jak vidíte, podstatnou vlastností je, že pokud sečteme dva vektory nebo vynásobíme vektor číslem, získáme zase vektor. Může existovat konečná skupina vektorů takových, že sčítáním různých násobků těchto vektorů lze získat jakýkoliv libovolný vektor. Např. tři navzájem kolmé úsečky v kartézské soustavě třírozměrného prostoru. Takovéto vektory nazýváme generátory. Pokud navíc platí, že žádný z generátorů nelze nakombinovat z ostatních, nazýváme je bází.
Počet vektorů v bázi nazýváme dimenze. Jak snadno uhádnete, vektorový prostor orientovaných úseček v rovině má dimenzi 2 a v prostoru 3. S polynomy je to složitější. Lze dokázat, že konečná báze neexistuje. Pokud se však omezíme na polynomy stupně nejvýše 2 a nulový polynom, bází se stane např. trojice 1, x, x2. Označme je p1, p2 a p3. Pak jakýkoliv polynom stupně nejvýše 2 lze nakombinovat z těchto polynomů:

{\displaystyle 5{x^{2}}+2x+3=5p_{3}(x)+2p_{2}(x)+3p_{1}(x).}

To ale není jediná báze, těch je nekonečně mnoho.

Např. pro q1(x) = x2 + x + 1, q2(x) = - x2 + x + 1, q3(x) = x - 1 je trojice q1, q2 a q3 též bází. Pak

{\displaystyle 5{x^{2}}+2x+3={\frac {15}{4}}q_{1}-{\frac {5}{4}}q_{2}-{\frac {1}{2}}q_{3}.}

Pokud má báze tři vektory, mají všechny další báze také tři vektory a dimenze je 3. Obecně bychom mohli dokázat, že vektorový prostor všech polynomů stupně nejvýše n a nulového polynomu (ten stupeň nemá) má dimenzi n+1.
Podobně se zavádí souřadnice. Pokud si bázi (p1, p2, p3) označíme P a podobně (q1, q2, q3) Q, jsou souřadnice našeho vektoru, označme jej v, v(x)=5 x2 + 2 x + 3 v bázích P a Q:

{\displaystyle (v)_{P}=(3,2,5)}

{\displaystyle (v)_{Q}=\left({\frac {15}{4}},-{\frac {5}{4}},-{\frac {1}{2}}\right)}
Podstata lineární algebry je, že všechna dokázaná tvrzení platí pro všechny vektorové prostory, nezávisle na tom jak definujeme vektor, sčítání vektorů nebo jejich násobení číslem. Stačí pokud splňují podmínky pro vektorový prostor.
U vektorových prostorů je dále důležité, co chápeme jako číslo. Odborně se to nazývá volbou tělesa. Tělesem může být množina, kde lze dělit i odčítat (tedy ne celá čísla). Minimálním tělesem obsahujícím celá čísla je množina všech racionálních čísel, často jsou používána čísla reálná a komplexní. Existují taktéž tělesa s konečným počtem prvků (čísel), nejjednodušším příkladem jsou zbytkové třídy prvočísel.
Lineární operátory převádí prvky z jednoho lineárního prostoru do druhého (nebo do toho samého prostoru) a zachovává přitom vektorové sčítání a násobení skalárem dané na těchto vektorových prostorech. Množina všech takových transformací je také vektorovým prostorem.
Je-li báze konečně generovaného vektorového prostoru pevně zvolená, pak lze každou lineární transformaci zapsat ve formě matice.
Detailní zkoumání vlastností matic a algoritmů prováděných na maticích, včetně výpočtu determinantu a vlastních vektorů a čísel matice, je součástí lineární algebry.
Obecná metoda, kdy je nalezen lineární způsob pohledu na nějaký problém, ten je pak vyjádřen v termínech lineární algebry a je vyřešen například pomocí matic, je jedna z nejšířeji použitelných metod v matematice.